# Козлец (Болгария)
Козлец (болг. Козлец) — село в Болгарии. Находится в Хасковской области, входит в общину Хасково. Население составляет 479 человек (на 15 марта 2015 года).

## Население
По данным переписи населения 2011 года в селе проживали 440 жителей, из 372 опрошенных жителей 286 указали национальность: 321 — турки; 35 — болгары и 15 цыгане.
| 1934 | 1946 | 1956 | 1965 | 1975 | 1985 | 1992 | 1995 | 1999 | 2005 | 2011 | 2012 |
| ---- | ---- | ---- | ---- | ---- | ---- | ---- | ---- | ---- | ---- | ---- | ---- |
| 564  | 506  | 501  | 416  | 468  | 557  | 546  | 517  | 571  | 404  | 440  | 452  |

## Политическая ситуация
В местном кметстве Козлец, в состав которого входит Козлец, должность кмета (старосты) исполняет Юмер Мерт (ЕНП), прежде кметом был Сейхан Мехмед Али (коалиция в составе 2 партий: Союз свободной демократии (ССД), демократы за сильную Болгарию (ДСБ)).